# Хесенґата Ґабеші
Хесенґата Ґабеші ( 11 січня 1863, Малий Сулабаш Казанського повіту - 7 серпня 1936,) - релігійний і громадський діяч, мусульманський богослов, тюрколог. Був тричі обираний членом Оренбурзьких магометанського духовних зборів та виконував обов'язки казію (судді). У 1909 Ґабеші видав фундаментальну працю «Муфасал таріх каум торки» («Детальна історія тюркських народів»).